# The Last Spy
The Last Spy ist ein deutsch-US-amerikanischer Dokumentarfilm von Katharina Otto-Bernstein über den Geheimagenten Peter Sichel aus dem Jahr 2025.

## Inhalt
Peter Sichel wird 1922 in eine wohlhabende jüdische Familie in Mainz geboren. Erst nach 1935 gelingt seiner Familie die Ausreise nach Frankreich, wo der Vater einen Weinhandel fortführte. Nach einer kurzen französischen Internierung floh die Familie über Südfrankreich nach New York City, wo die Familie paradoxerweise in einem Viertel voller amerikanischer Faschisten lebte.
Den Angriff auf Pearl Harbor bezeichnet Sichel als Freudentag, da es nun endlich gegen NS-Deutschland gehen würde. Er meldet sich freiwillig zur Armee und wird für den Office of Strategic Services (OSS) rekrutiert. Nach einer Grundausbildung soll er als Spion hinter den deutschen Linien abgesetzt werden, bildet stattdessen aber in Nordafrika Widerstandskämpfer aus. Er berichtet, dass der OSS George S. Patton vor der Ardennenoffensive gewarnt habe, jener dies aber als Unsinn abgetan habe.
Nach dem Krieg übernimmt Sichel eine OSS-Einheit in West-Berlin und bald sogar die gesamte Abteilung der umbenannten Central Intelligence Agency (CIA) in Berlin. In dieser Funktion warnt er mehrfach den US-Militärgouverneur Lucius D. Clay vor den feindlichen Absichten der Sowjetunion. Erst ein Bericht nach Washington ändert die Sichtweise der amerikanischen Regierung. Dieser Bericht wird meist als Beginn des Kalten Krieges gesehen. In Berlin erlebt Sichel die Luftbrücke und den Verlust vieler Agenten an die Sowjets.
Auch erlebt er den Umsturzversuch im Iran, der zur Machtübernahme durch den Schah führt. Zudem berichtet Sichel von dem Putsch in Guatemala zugunsten von United Fruit. Rückblickend zweifelt er an der amerikanischen Doktrin, demokratisch gewählte, aber vermeintlich kommunistische, Machthaber abzusetzen. Im Jahr 1952 verhört ihn das FBI, findet aber keine Belege für eine kommunistische Einstellung. Im Film berichtet, seine Tochter Bettina, dass er sie nichts davon wusste und dass ihr Vater selten von seiner Geheimdienstzeit erzählte. Nach der Untersuchung wird Sichel nach Hongkong verlegt, wo er für Südostasien zuständig ist. Dort erlebt er die amerikanischen Versuche, den indonesischen Staatschef Sukarno zu stürzen. Schließlich sollen auch in China Widerstandskämpfer hinter den Linien abgesetzt werden.
Nach eigener Aussage ist Sichel gegen diese Verschwendung von Menschenleben und zieht sich aus der CIA zurück, wo alle glauben, er werde bald wieder weiterarbeiten. Doch kurz zuvor lernte er seine zweite Frau Stella kennen und stieg nach seiner Pensionierung in den familiären Weinhandel ein. Dort sorgte er für die Popularisierung der Marke Blue Nun in den USA. In der Gegenwart erzählt Sichel, dass die USA seine Memoiren stark zensierten und er deshalb nun einen anderen Weg sucht, seine Lebensgeschichte zu erzählen.

## Form
Den Film über erzählt Sichel von seinen Erlebnissen während er von Regisseurin Otto-Bernstein interviewt. Dazwischen ordnen Historiker und Journalisten wie Carl Bernstein, Stephen Kinzer oder Adam LeBor das Geschehen ein. Neben Interviewszenen sind Archivaufnahmen zu sehen.

## Produktion
Der Film wurde 2024 gedreht und Peter Sichel starb am 24. Februar 2025. Die Produktion wurde abgeschlossen und der Film feierte beim Filmfest München am 29. Juni 2025 in der Reihe Spotlight Premiere. Der Film wird von Dogwoof international vertrieben.

## Rezeption
Barbara Schuster in The Spot: „Einer der wichtigsten Sätze, die Sichel im Film sagt, lautet: ‚Es ist unsere Aufgabe, aus der Vergangenheit zu lernen und Zusammenhänge zu erkennen.‘ Denn Weltkrisen entstehen nicht über Nacht, ohne Hintergrund. Vieles aus der Vergangenheit strahle in die Gegenwart. Das zeigt ‚The Last Spy‘, das offenbaren die Erzählungen von Peter Sichel, dessen Lebensgeschichte auf alle Fälle auch das Zeug zum Hollywoodfilm hätte.“
Allan Hunter bei Screen Daily: „Die spannendsten Elemente von Sichels Geschichte spielen sich ab, als er CIA-Büroleiter in Deutschland ist, in der Anfangsphase des Kalten Krieges. Die US-amerikanische Darstellung der Nachkriegsweltordnung wurde als Kampf zwischen Gut und Böse dargestellt, mit Amerika als dem gerechten Verfechter der Demokratie und dem Kommunismus als Vorboten gewaltsamer Unterdrückung. Sichels detaillierte Schilderungen zeigen, wie die USA konspirierten, um demokratisch gewählte Regierungen im Iran und in Guatemala zu stürzen, um ihre eigenen politischen oder wirtschaftlichen Interessen durchzusetzen. Die Folgen dieser Handlungen sind bis heute spürbar.“